# 바스크 (옷)

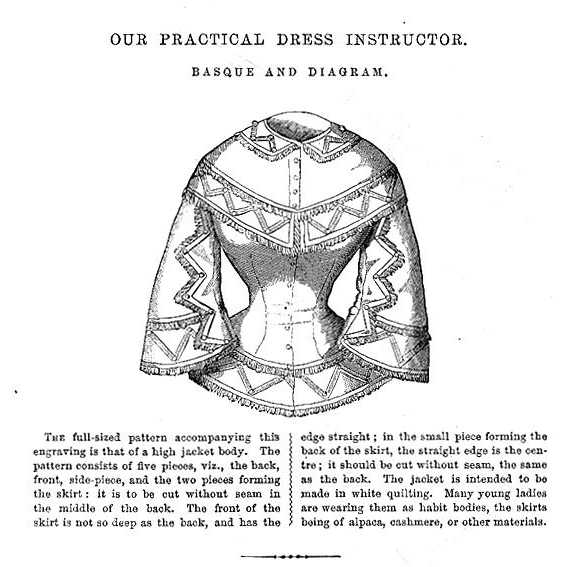
바스크 보디스, Godey's Lady's Book, 1857.1.

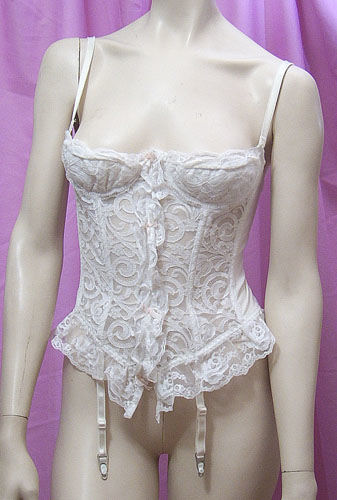
현대의 란제리 바스크

바스크(basque)는 여성의 의류 중 하나이다. 바스크는 프랑스에서 기원하였으며, 보디스의 한 종류 또는 자켓을 의미했다. 현대에는 몸에 가깝게 윤곽을 맞추고 허리에서부터 엉덩이까지는 넓힌 긴 코르셋을 의미한다. 바스크로 불린 것은 이 모양이 바스크인들의 전통 복장으로 채택되었기 때문이다.